# Новогруд-Бобжаньски (гмина)
Ново́груд-Бобжа́ньски (пол. Nowogród Bobrzański) — гмина (волость) в Польше, входит как административная единица в Зелёногурский повет, Любушское воеводство. Население — 9299 человек (на 2004 год).

## Сельские округа
1. Бяловице
2. Богачув
3. Цешув
4. Доброшув-Малы
5. Доброшув-Вельки
6. Дронговина
7. Соболице
8. Каченице
9. Клемпина
10. Котовице
11. Кшевины
12. Кшива
13. Лагода
14. Нивиска
15. Пежвин
16. Пелице
17. Камёнка
18. Подгужице
19. Пшибымеж
20. Скибице
21. Стеркув
22. Пайенчно
23. Ужуты
24. Высока

## Соседние гмины
1. Гмина Бобровице
2. Гмина Бжезница
3. Гмина Домбе
4. Гмина Ясень
5. Гмина Кожухув
6. Гмина Любско
7. Гмина Свидница
8. Гмина Зелёна-Гура
9. Гмина Жары